# Diócesis de Salisbury (antigua)
La diócesis de Salisbury (en latín: Dioecesis Saresberiensis y en inglés: Diocese of Salisbury) fue una circunscripción eclesiástica de la Iglesia católica en el Reino Unido. Se trataba de una diócesis latina, sufragánea de la arquidiócesis de Canterbury. Por el Acta de Supremacía del Parlamento de Inglaterra del 8 de mayo de 1559 fue convertida en la diócesis de Salisbury de la Iglesia de Inglaterra.

## Territorio y organización

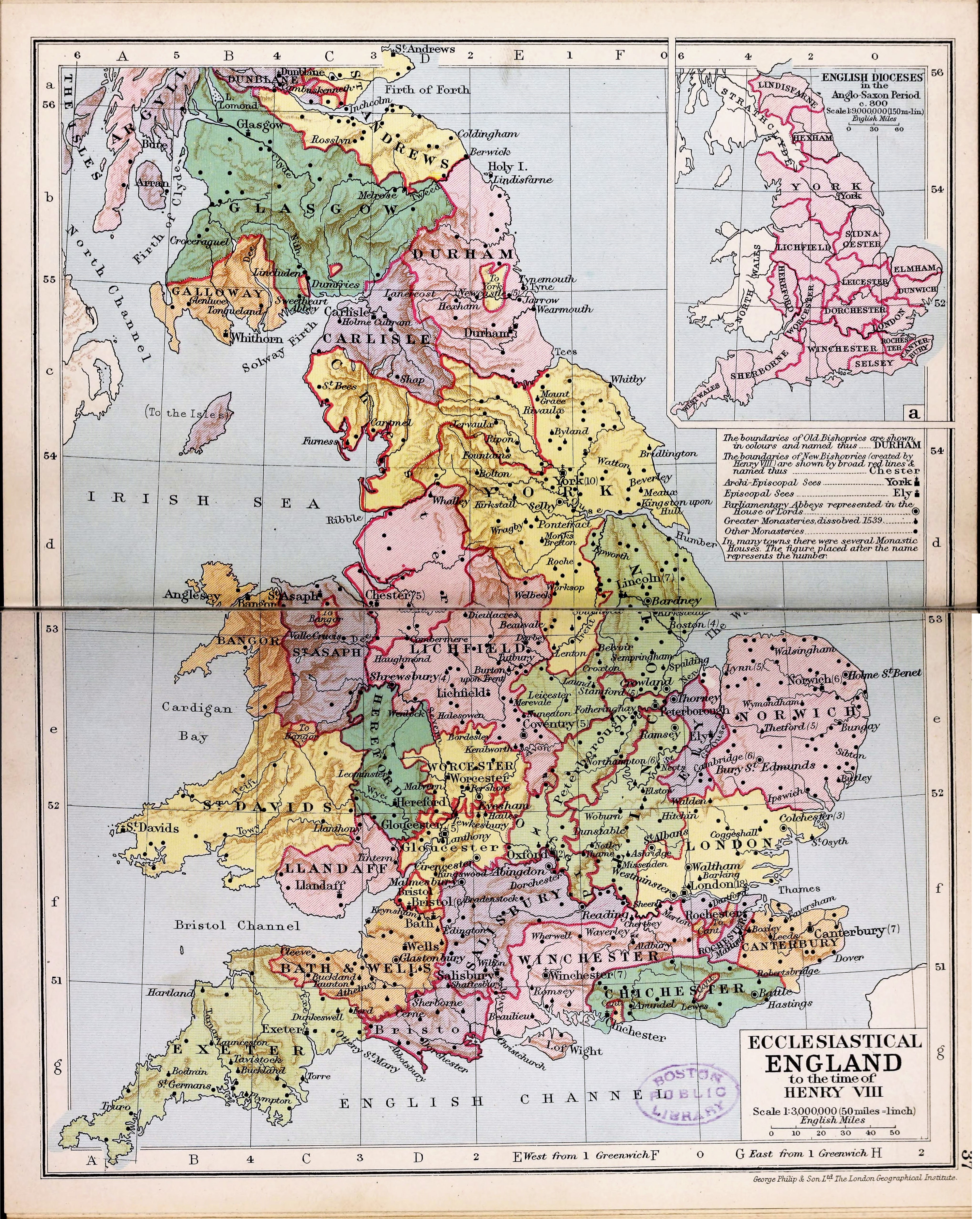
Mapa de las diócesis de Inglaterra

La diócesis extendía su jurisdicción sobre los fieles católicos de rito latino residentes en parte del antiguo Reino de Wessex en Inglaterra. Inicialmente la diócesis de Sherborne cubría Devon, Somerset y Dorset. Cornualles fue agregado a la diócesis a fines del siglo IX. En 909 su territorio se restringió a Dorset.

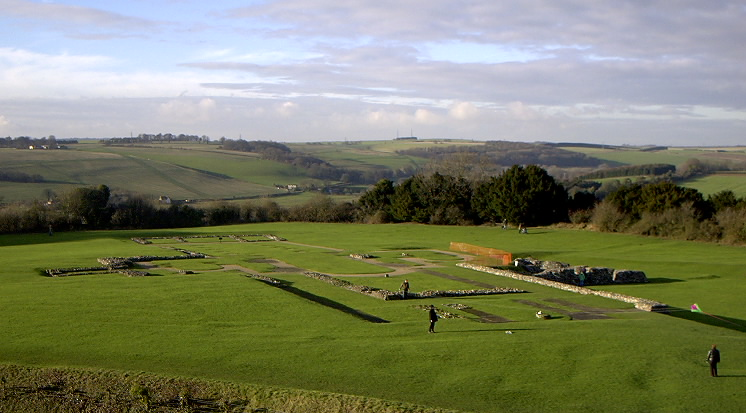
Ruinas de la Catedral de Old Sarum

La sede de la diócesis se encontraba en la ciudad de Salisbury, en donde se halla la Catedral de la Santísima Virgen María, que desde la Reforma anglicana pertenece a la Iglesia de Inglaterra. En Old Sarum se hallaba la Catedral de Old Sarum, hoy en ruinas, que fue consagrada en 1092 y destruida por orden real en 1220 al ser construida la nueva catedral en Salisbury.

## Historia
La diócesis de Sherborne se erigió en 705 a partir de la diócesis de Dorchester, que al mismo tiempo adoptó el nombre de diócesis de Winchester. El primer obispo fue san Aldhelmo. Originalmente, la diócesis se extendía por todo el suroeste de Inglaterra.
En 909 Sherborne cedió una porción de su territorio para la erección de la diócesis de Wells (posteriormente llamada diócesis de Bath y Wells). Casi al mismo tiempo, cedió otras porciones de territorio para la erección de las diócesis de Cornualles y Devon (posteriormente unidas para formar la diócesis de Exeter, ambas ubicadas en Cornualles).
Poco después de mediados del siglo XI (c. 1058), la diócesis de Sherborne se unió con la de Ramsbury, establecida en 909 con la parte noroeste de la diócesis de Winchester.
Alrededor de 1072, el obispo Hermann trasladó la sede episcopal a Sarum (Old Sarum), una antigua ciudadela cerca de la actual Salisbury, hoy reducida a un yacimiento arqueológico. Allí, san Osmundo, canciller de Guillermo el Conquistador, mandó construir la Catedral de Old Sarum, a petición de este último.
Sin embargo, la ciudad posteriormente cayó en ruinas y fue abandonada por ser un lugar insalubre y amenazado por las infiltraciones de agua.
Por esta razón, el 29 de marzo de 1218 el papa Honorio III concedió permiso al obispo de Sarum, Richard Poore, para trasladar su sede a New Sarum (actual Salisbury) y comenzar la construcción de la nueva catedral.
En Salisbury se desarrolló el rito Sarum (uso de Sarum del rito latino), elaborado principalmente por el entonces obispo de Sarum, san Osmundo y utilizado en diversas diócesis inglesas desde finales del siglo XI hasta la Reforma inglesa.

### Reforma anglicana
Luego de que el 23 de marzo de 1534 el papa Clemente VII excomulgara el rey Enrique VIII a causa de su divorcio de Catalina de Aragón, el 3 de noviembre de 1534 el Parlamento de Inglaterra aprobó el Acta de Supremacía de 1534
mediante la cual se declaraba que el rey era «only supreme head in earth of the Church of England, called Anglicana Ecclesia», acto formal mediante el cual la Iglesia católica de Inglaterra entraba en cisma con la Santa Sede, transformándose en una Iglesia nacional independiente. El 18 de diciembre de 1534 aprobó además la Ley de Traición que castigaba con la pena de muerte a quienes no aceptaran el Acta de Supremacía. El Parlamento de acuerdo con Enrique VIII emitió los Seis Artículos en agosto de 1539, por los que se mantuvo la liturgia católica-romana tradicional casi sin cambios en las doctrinas y prácticas de la nueva Iglesia nacional independiente de Inglaterra.
En Salisbury era administrador apostólico el cardenal italiano Lorenzo Campeggi, pero fue declarado persona non grata por el rey Enrique VIII y destituido por el Parlamento en 1534. La Santa Sede lo continuó reconociendo como administrador apostólico de Salisbury hasta su fallecimiento el 19 de julio de 1539. En 1535 fue nombrado Nicholas Shaxton sin pedir la aprobación papal, pero cuando en agosto de 1539 el Parlamento aprobó los 6 artículos, renunció. En su remplazo el rey nombró a John Capon (John Salcot) en 1539, mientras que en Roma el obispo de Belluno, Gasparo Contarini, fue designado administrador apostólico por el papa Paulo III. Rechazado por el rey, falleció el 24 de agosto de 1542. El papa nombró en su lugar a William Petow el 30 de marzo de 1543, quien no pudo asumir, fue nombrado cardenal y renunció en 1553.
En 1542 Salisbury cedió una parte de su territorio para la erección de la diócesis de Bristol. Diócesis erigida ex auctoritate por el rey Enrique VIII.
Tras la muerte de Enrique VIII el 28 de enero de 1547 lo sucedió su hijo Eduardo VI. Durante su reinado la Iglesia de Inglaterra llegó a ser teológicamente protestante. John Capon continuó como obispo de Salisbury.
Tras la muerte de Eduardo VI el 6 de julio de 1553 ascendió al trono la católica María I Tudor, quien por ley del Parlamento del 12 de noviembre de 1554 derogó el Acta de Supremacía y luego se abolió toda la legislación religiosa aprobada contra el papado a partir de 1529. El obispo Capon se reconcilió con la Iglesia católica y mantuvo su puesto. Fue uno de los comisionados que participaron en los juicios contra los protestantes y condenó a muerte a John Bradford, Laurence Saunders y Rowland Taylor.
El 17 de noviembre de 1558 falleció la reina María y fue sucedida por Isabel I, quien con otra Acta de Supremacía del 8 de mayo de 1559 restauró la independencia de la Iglesia anglicana y rompió definitivamente con la Santa Sede. Desde entonces la diócesis de Salisbury es parte de la Iglesia de Inglaterra. El último obispo electo en comunión con la Sede de Roma fue Francis Mallet, nombrado en octubre de 1558, pero nunca fue consagrado al fallecer la reina María (de quien había sido capellán y confesor). John Jewel fue designado el 27 de julio de 1559, iniciando la lista de obispos anglicanos de la diócesis de Salisbury.

## Episcopologio

### Obispos de Sherborne

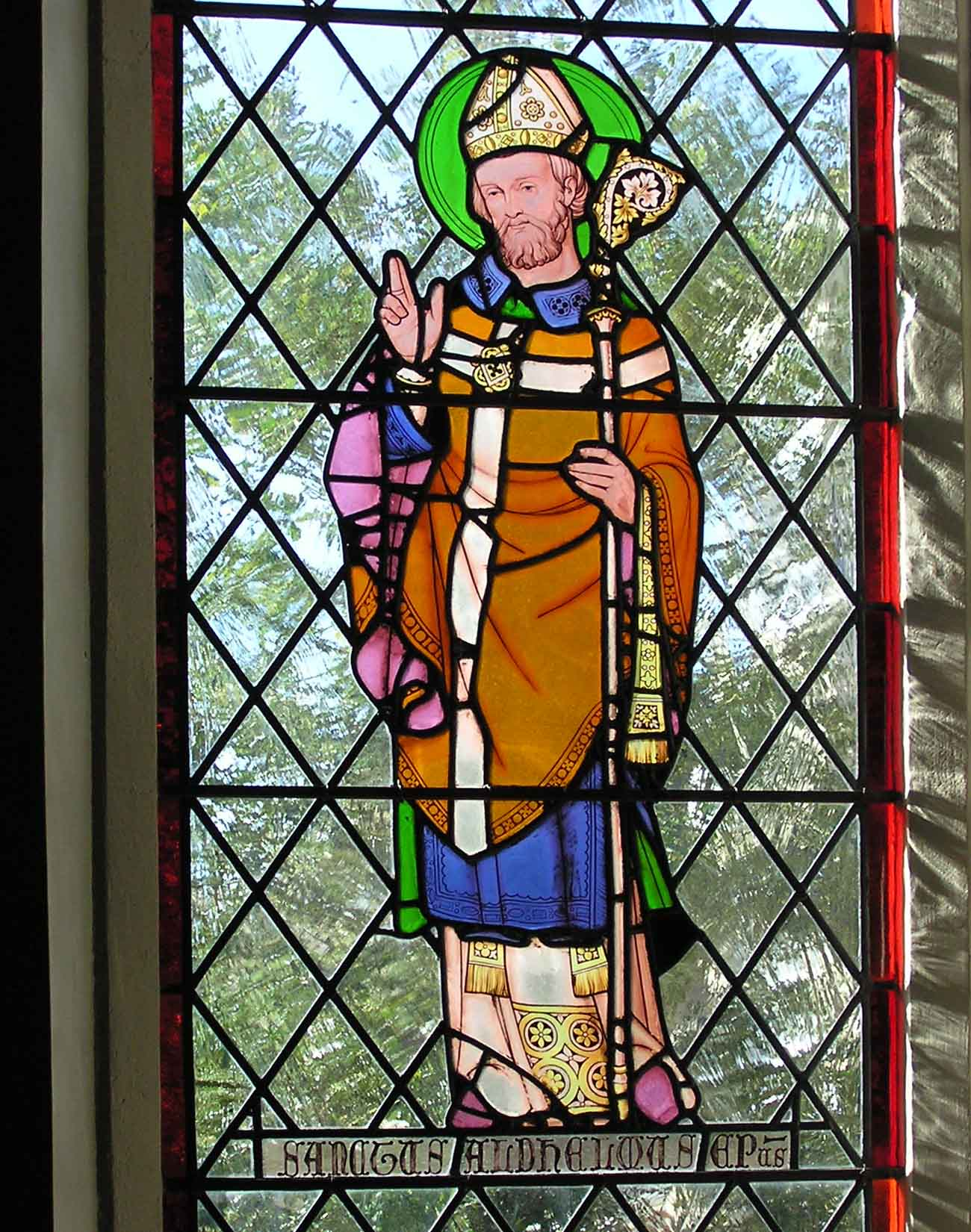
San Aldhelmo, primer obispo de Sherborne

- San Aldhelmo † (705 consagrado-25 de mayo de 709 falleció)
- Forthhere † (709-737)
- Herewald † (739-782 falleció)
- Aethelmod † (782 por sucesión)
- Denefrith †
- Wilbert † (798-816 falleció)
- Eahlstan † (816-867 falleció)
- Heahmund † (868-871 falleció)
- Aethelheah †
- Wulfsige I †
- Asser † (?-circa 909 falleció)[nota 1]
- Sigehelm I †
- Aethelweard †
- Werstane † (909-918 falleció)
- Ethelbald † (918-926)
- Sigehelm II †
- Alfred † (mencionado en 933)
- Wulfsige II † (mencionado en 943)
- Alfwold † (mencionado en 958)
- Aethelric †
- Aethelsige †
- Brithwyn †
- Aelfmaer †
- Brihtwine †
- Alfwold † (?-1058 falleció)
- Hermann † (circa 1058/1059-circa 1072/1075 transferido a Sarum)
  - Sede transferida a Sarum

### Obispos de Sarum
- Hermann † (1072/1075-1076/1078 falleció)
- San Osmundo † (1078-4 de diciembre de 1099 falleció)
  - Sede vacante (1099-1103)
- Roger † (13 de abril de 1103-4 de diciembre de 1139 falleció)
- Jocelin de Bailleul † (1142-18 de noviembre de 1184 falleció)
  - Sede vacante (1184-1189)
- Hubert Walter † (22 de octubre de 1189-30 de mayo de 1193 nombrado arzobispo de Canterbury)
- Herbert Poore † (5 de junio de 1194-6 de febrero o de mayo de 1217 falleció)
- Richard Poore † (mayo o junio de 1217-29 de marzo de 1218 transferido a Salisbury)
  - Sede transferida a Salisbury

### Obispos de Salisbury
- Richard Poore † (29 de marzo de 1218-14 de mayo de 1228 nombrado obispo de Durham)
- Robert de Bingham † (14 de mayo de 1228-2 de noviembre de 1246 falleció)
- William de York † (14 de julio de 1247 consagrado-31 de enero de 1256 falleció)
- Giles of Bridport † (11 de marzo de 1257 consagrado-13 de diciembre de 1262 falleció)
- Walter de la Wyle † (27 de mayo de 1263 consagrado-3 de enero de 1271 falleció)
- Robert Wickhampton † (13 de mayo de 1274 consagrado-24 de abril de 1284 falleció)
- Walter Scammel † (22 de octubre de 1284 consagrado-26 de septiembre de 1286 falleció)
- Henry Brandeston † (1 de junio de 1287 consagrado-11 de febrero de 1288 falleció)
- William de la Corner † (8 de mayo de 1289 consagrado-14 de agosto de 1291 falleció)
- Nicholas Longespée † (16 de marzo de 1292 consagrado-18 de mayo de 1297 falleció)
- Simon of Ghent † (20 de octubre de 1297 consagrado-31 de marzo de 1315 falleció)
- Roger Martival † (28 de septiembre de 1315 consagrado-14 de marzo de 1330 falleció)
- Robert Wyvil † (16 de abril de 1330-4 de septiembre de 1375 falleció)
- Ralph Ergham † (12 de octubre de 1375-13 de julio de 1388 nombrado obispo de Bath y Wells)
- John Waltham † (13 de julio de 1388-17 de septiembre de 1395 falleció)
- Richard Mitford † (3 de noviembre de 1395-29 de abril/11 de mayo de 1407 falleció)
- Nicholas Bubwith † (22 de junio de 1407-7 de octubre de 1407 nombrado obispo de Bath y Wells)
- Robert Hallam † (23 de octubre de 1407-4 de septiembre de 1417 falleció)
- John Chandler † (12 de diciembre de 1417-16 de julio de 1426 falleció)
- Robert Neville † (9 de julio de 1427-12 de febrero de 1438 nombrado obispo de Durham)
- William Ayscough † (12 de febrero de 1438-29 de junio de 1450 falleció)
- Richard Beauchamp † (14 de agosto de 1450-4 de noviembre de 1481 falleció)
- Lionel Woodville † (7 de enero de 1482-1484 falleció)
- Thomas Langton † (9 de febrero de 1485-13 de marzo de 1493 nombrado obispo de Winchester)
- John Blythe † (13 de noviembre de 1493-23 de agosto de 1499 falleció)
- Henry Deane † (8 de enero de 1500-26 de mayo de 1501 nombrado arzobispo de Canterbury)
- Edmund Audley † (10 de enero de 1502-23 de abril de 1524 falleció)
  - Lorenzo Campeggi † (2 de diciembre de 1524-19 de julio de 1539 falleció) (administrador apóstolico)[nota 2]
  - Nicholas Saxton (22 de febrero de 1535-9 de noviembre de 1539 renunció)[nota 3] (obispo cismático anglicano)
  - Gasparo Contarini † (23 de julio de 1539-24 de agosto de 1542 falleció) (administrador apostólico)[nota 4]
  - John Capon (John Salcot) † (1539-12 de noviembre de 1554 por la derogación del acta de supremacía retornó al catolicismo)[nota 5] (obispo cismático anglicano)
- John Capon (John Salcot) † (12 de noviembre de 1554-1557 falleció)
  - William Peto, O.F.M.Obs. † (30 de marzo de 1543-1558 renunció) (obispo electo)
  - p. Francis Mallet † (octubre de 1558-17 de noviembre de 1558 renunció) (no fue consagrado obispo)